# Alnus cordata
Alnus cordata, el aliso napolitano, es una especie de aliso perteneciente a la familia de las betuláceas.

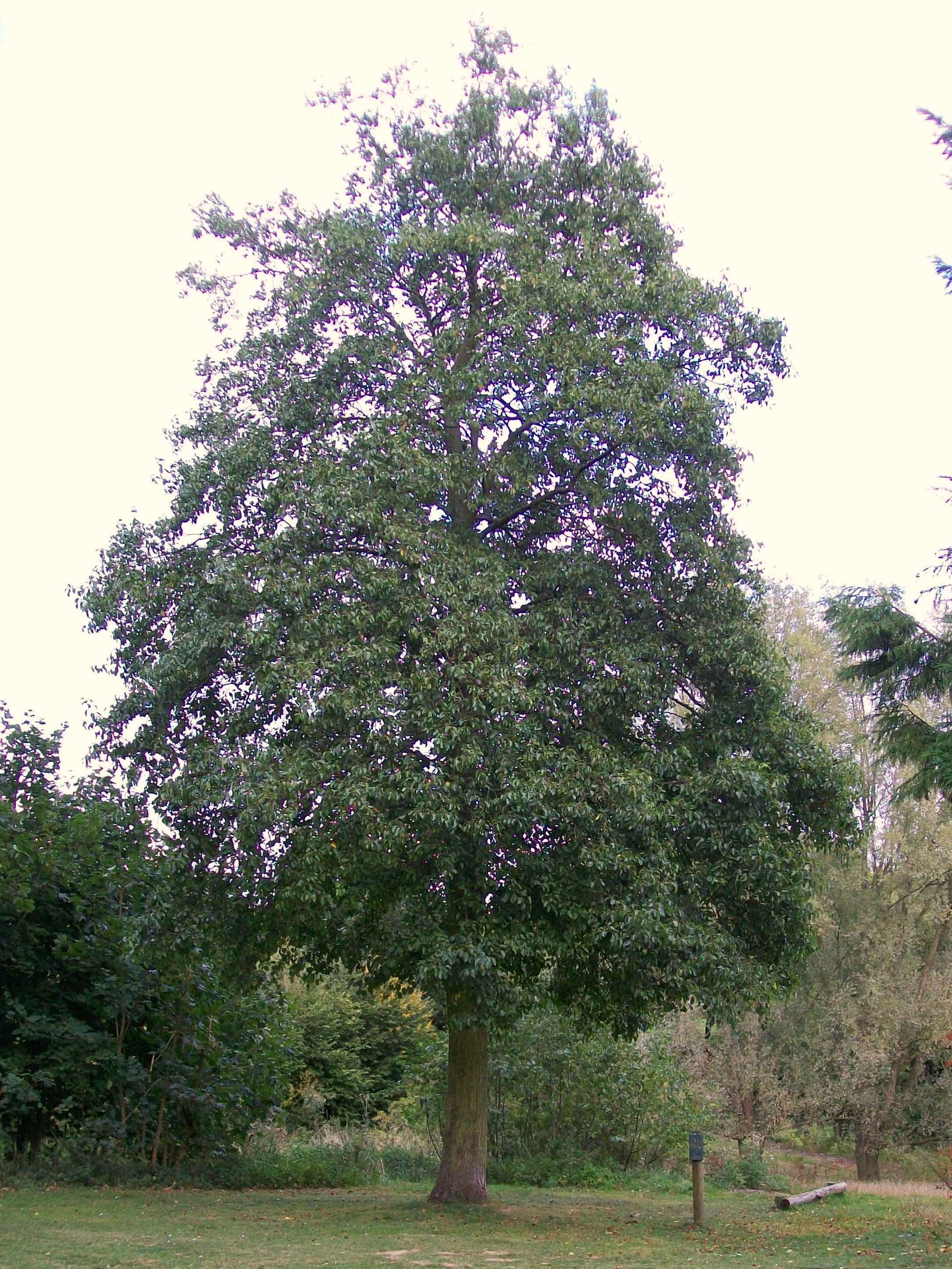
Vista de la planta

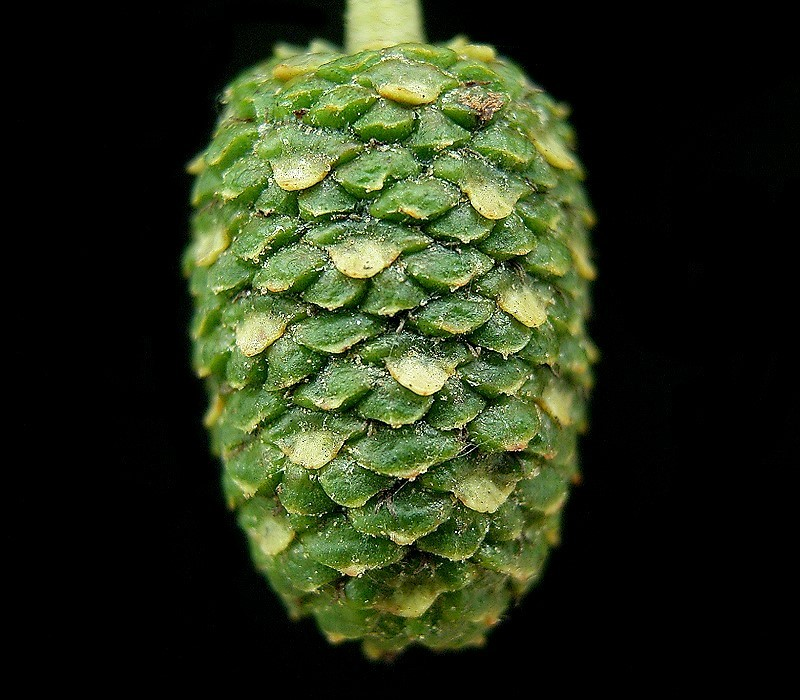
Fruto

## Descripción
Se trata de un árbol de tamaño medio que alcanza los 17 - 25 m de altura (excepcionalmente 28 m), con un tronco de hasta 70-100 cm de diámetro. Las hojas, de color verde brillante, son caducas, pero con una temporada muy larga, de abril a diciembre en el hemisferio norte, alternas, cordiformes (en forma de corazón), de 5-12 cm de largo y con un margen finamente serrado.
La piña (de apariencia similar a la de la conífera) es ovoide, de 2-3 cm de largo y 1,5-2 cm de ancho, de color verde oscuro a marrón, cuando madura en el otoño. Las semillas pequeñas con alas se dispersan durante el invierno, dejando el antiguo "cono" leñoso y negruzco en el árbol duranten un año.
Al igual que otros alisos, es capaz de fijar nitrógeno del aire. Prospera en suelos mucho más secos que la mayoría y crece muy rápidamente, incluso bajo circunstancias desfavorables, lo que lo hace muy valioso para el paisaje de plantación en los sitios difíciles, como la minería y de drenaje de sitios muy compactado.

## Distribución y hábitat
Es nativo del sur de Italia incluyendo Cerdeña y Córcega. Es una especie endémica de los países del Sur, donde, sin embargo, no se ha propagado uniformemente. Se asocia frecuentemente con árboles de madera dura (como los robles y las haya). Se encuentra en el sur de Italia, desde las llanuras hasta 1300 m s. n. m.

## Taxonomía
Alnus cordata fue descrita por (Loisel.) Duby  y publicado en Flora Gallica 2(2): 317. 1828.
Etimología
Alnus: nombre genérico del latín clásico para este género.
cordata: epíteto latíno que significa "con forma de corazón"
Sinonimia
- Alnus cordata Desf.
- Alnus cordata forma parvifolia Callier
- Alnus cordata var. rotundifolia (Bertol.) Dippel
- Alnus cordifolia Ten.
- Alnus cordifolia var. rotundifolia (Bertol.) Regel
- Alnus macrocarpa Req. ex Nyman
- Alnus neapolitana Savi
- Alnus nervosus Dippel
- Alnus obcordata C.A.Mey. ex Steud.
- Alnus rotundifolia Bertol.
- Betula cordata Loisel. basónimo[5][6][7]

## Nombre común
- Aliso de hoja acorazonada, aliso de Italia, aliso de Nápoles, aliso italiano, aliso napolitano.[8]